# Agria mamillata
Agria mamillata är en tvåvingeart som först beskrevs av Pandelle 1896.  Agria mamillata ingår i släktet Agria och familjen köttflugor.
Artens utbredningsområde är Frankrike. Arten är reproducerande i Sverige. Inga underarter finns listade i Catalogue of Life.